# Galina Borzenkova
Galina Borzenkova (em russo:  Галина Борзенкова; 2 de fevereiro de 1964) é uma ex-handebolista russa, medalhista olímpica.
Galina Borzenkova fez parte do elenco medalha de bronze, de Barcelona 1992.